# 名古屋テレビニュースシャトル
『名古屋テレビニュースシャトル』（なごやテレビニュースシャトル）は、1989年4月3日から9月29日まで半年間、名古屋テレビで4代目の平日夕方6時台に生放送されていた中京ローカルのニュースワイド番組である。

## 番組概要
- 1年半にわたって放送されていた『Nagoya TV ニュース広場』に替わってスタート。

- 番組前半では19時20分放送開始から18時00分放送開始になったテレビ朝日発の全国ニュース『ニュースシャトル ANN』を放送し、後半では東海3県のニュースを名古屋テレビのスタジオから伝えていた。

- オープニングのCGアニメーションは、「名古屋テレビ」のクレジット付きのものに差し替えていた。

- その後、テレビ朝日発の全国ニュースが『ニュースシャトル ANN』から『600ステーション』へ移行するのに伴い、番組はわずか半年で同タイトルでの放送を終了。同年10月2日から1991年3月29日までは『名古屋テレビ600ステーション ANN』と題して放送された。

## 放送時間
- 月曜日 - 金曜日 18:00 - 18:50 （1989年4月3日 - 1989年9月29日） - 直後の時間帯には『ヤン坊マー坊天気予報』が放送されていた。

## キャスター
両者ともに前身番組『ANN名古屋テレビニュースJUST6→ANN Nagoya TV ニュースJUST6』→『Nagoya TV ニュース広場』からの続投。岡田たちは本番組の最終回をもって夕方のローカルワイドニュースのメインキャスターを降板した。
- 岡田将雄（当時名古屋テレビアナウンサー）[1]
- 安井由美（当時名古屋テレビアナウンサー）[1]